# اصل احتیاطی

کمیکی که اصل احتیاط را به تصویر می کشد.

اصل احتیاطی یا رویکرد احتیاطی به مدیریت ریسک بیان می‌کند که در غیاب این اجماع علمی که اقدام یا سیاستی مضر نیست، اگر آن اقدام یا سیاست مشکوک به ریسک ضرر زدن به عموم یا به محیط زیست باشد، بار قانونی اثبات این که این کار مضر نیست بر دوش کسی است که انجامش می‌دهد.
این اصل توسط سیاستگذاران برای توجیه تصمیماتی که در شرایطی می‌گیرند که امکان بروز ضرر ناشی از آن تصمیم وجود دارد و دانش جامع علمی در آن خصوص کافی نیست به کار گرفته می‌شود.